# كريستوف غروبر
كريستوف غروبر (بالألمانية: Christoph Gruber)‏ هو متزحلق جبال الألب نمساوي، ولد في 25 مارس 1976 في شفاتس في النمسا.

## وصلات خارجية
- الموقع الرسمي
- كريستوف غروبر على موقع الاتحاد الدولي للتزلج (التزلج على المنحدرات الثلجية) (الإنجليزية)
- كريستوف غروبر على موقع الاتحاد الدولي للتزلج (التزلج النوردي المزدوج) (الإنجليزية)
- كريستوف غروبر على موقع أوليمبيديا (الإنجليزية)